# داباش
داباش (به مجاری: Dabas) در پِشت در کشور مجارستان واقع شده‌است. جمعیت این شهر ۱۷٫۴۸۱ نفر است.